# Афанасьєва Ольга Борисівна
Ольга Борисівна Афанасьєва (нар. 1986, Суми) — українська науковець, старший викладач кафедри міжнародної економіки Української академії банківської справи СумДУ, кандидат економічних наук (2012). Виконавчий директор Української асоціації венчурного та приватного капіталу (UVCA), увійшла до списку New Europe 100 2016 — ста представників нового покоління у Центральній і Східній Європі, «які завдяки сміливим інноваціям, перспективним технологіям, унікальним умінням і соціальній активності допомагають змінювати світ і людське життя на краще у цифровому світі» (список уклав польський фонд Res Publica разом із Google та Вишеградським фондом, у співпраці з Financial Times).

## Життєпис і діяльність
Закінчила обліково-фінансовий факультет ДВНЗ «Українська академія банківської справи НБУ» (тепер у складі Сумського державного університету) за спеціальністю «Менеджмент зовнішньоекономічної діяльності» (2008 р), магістр з менеджменту зовнішньоекономічної діяльності.
2008 р. брала участь у роботі міжнародного семінару «Монетарна політика в глобальній економіці» на базі Hochschule der Deutschen Bundesbank у м. Гахенбург, Німеччина.
Закінчила аспірантуру з відривом від виробництва за спеціальністю 08.00.08 — Гроші, фінанси і кредит (2008—2012 рр.). Кандидат економічних наук, тема дисертаційного дослідження — «Антикризове управління в банках».
На кафедрі міжнародної економіки УАБС працює з 2011 року. Асистент кафедри міжнародної економіки з 2012 року, старший викладач — з 2014 р.
Проходила стажування та підвищення кваліфікації у: — 2011—2012 рр. — програма підвищення кваліфікації «Удосконалення методики і технології викладання у вищому навчальному закладі» — 2013 р. — участь у Міжнародній конференції «Фінансова нестабільність: аспекти корпоративного управління та фінансової звітності», що проходила у м. Рим (Італія) на базі Університету Лінк Кампус.
Брала участь в організації та проведенні міжнародних конференцій:
- «Corporate Governance: a Search for Advanced Standards in the Wake of Crisis» (Мілан, Італія, 8 травня 2014 р.). Тема доповіді: «Executive Bonuses Clawback: The World's Largest Banks Cases»
- «Financial Distress: Corporate Governance and Financial Reporting Issues» (Рим, Італія, 17-18 жовтня 2013 р.). Тема доповіді: «The Influence of Corporate Governance on Bank Crisis Resistance: The Case of European Banks»
- «Міжнародна банківська конкуренція: теорія і практика» (Суми, 2012—2014 рр.). Тема доповіді: «Corporate Governance vs Bank Financial Stability: Empirical Evidence from the Biggest European Banks»; «Risk Management, Corporate Governance and Investment Banking: The Role of CRO»
- рецензування наукових статей міжнародної конференції EURAM-2014 (Валенсія, Іспанія) та EURAM-2013 (м. Стамбул, Туреччина).

2015 року працювала на Варшавській фондовій біржі, 2016 року стала виконавчим директором Української асоціації венчурного та приватного капіталу (UVCA).

## Праці
Сфера наукових інтересів: міжнародна банківська діяльність, ризик-менеджмент, корпоративне управління, антикризовий менеджмент в банках, антикризове регулювання банківської діяльності, ризик-менеджмент, соціальна відповідальність.
Опублікувала понад 35 наукових праць.
Посібник
- Афанасьєва О. Б. Сутність та види конкуренції на ринку банківських послуг / О. Б. Афанасьєва // Маркетинг у банку: навчальний посібник / за ред. проф. Т. А. Васильєвої. Державний вищий навчальний заклад «Українська академія банківської справи Національного банку України». — Суми: ДВНЗ «УАБС НБУ» — Суми, 2013. — С. 70-75

Монографії
- Kostyuk A. N., Afanasyeva O. B., Mozghovyi Ya. Governance & Control In Finance & Banking: A New Paradigm For Risk & Performance / Scholars' Press, 2014. — 327 p. (in English)
- Держава, підприємства та банки в системі антикризового управління / за ред. Т. А. Васильєвої, О. Б. Афанасьєвої. — Суми: Ярославна, 2013. — 488 с.
- Kostyuk A. N., Afanasyeva O. B., Lapina Yu. Financial Distress: Corporate Governance & Financial Reporting Issues / Scholars' Press, 2014. — 247 p. (in English)
- Афанасьєва О. Б. Методологічні підходи до ідентифікації ризику втрати платоспроможності банку / О. Б. Афанасьєва // Управління ризиками банків [Текст]: монографія у 2 томах. Т. 2: Управління ринковими ризиками та ризиками системних характеристик / [А. О. Єпіфанов, Т. А. Васильєва, С. М. Козьменко та ін.] / за ред. д-ра екон. наук, проф. А. О. Єпіфанова і д-ра екон. наук, проф. Т. А. Васильєвої. — Суми: ДВНЗ «УАБС НБУ», 2012. — С. 201—217
- Афанасьєва О. Б. Економічна природа та сутність депозитних ризиків банку / О. Б. Афанасьєва // Управління ризиками базових банківських операцій: монографія у 2 томах. Т. 1 / [А. О. Єпіфанов, Т. А. Васильєва, С. М. Козьменко та ін.] / за ред. д-ра екон. наук, проф. А. О. Єпіфанова і д-ра екон. наук, проф. Т. А. Васильєвої. — Суми: ДВНЗ «УАБС НБУ», 2012. — С. 221—229
- Афанасьєва О. Б. Рейтинги регіонів України за рівнем концентрації кредитних ризиків (на прикладі АТ «ОТР Bank») / О. Б. Афанасьєва // Соціально-економічна мотивація інноваційного розвитку регіону: монографія / за заг. ред. д-ра екон. наук, професора О. В. Прокопенко. — Суми: Сумський державний університет, 2012. — С. 328—340
- Афанасьєва О. Б. Вплив світової фінансової кризи на вартісну оцінку банківського бізнесу в Україні / О. Б. Афанасьєва // Вартість банківського бізнесу: монографія / За ред. А. О. Єпіфанова, С. В. Лєонова. — Суми: ДВНЗ «УАБС НБУ», 2011. — 295 с.